# Chilodontidae
Chilodontidae é uma família de peixes actinopterígeos pertencentes à ordem Characiformes.